# Dzwonek za konających

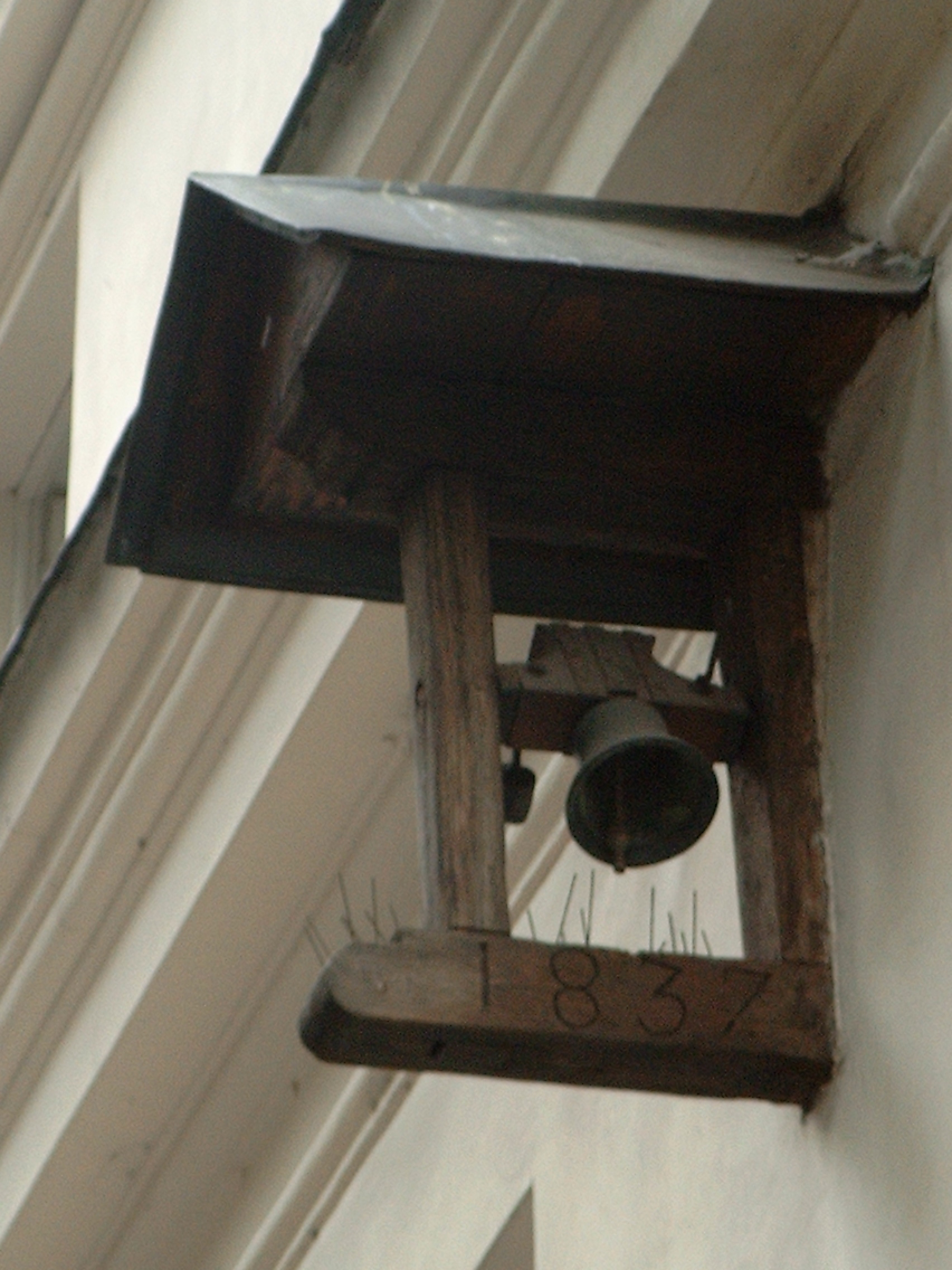
Dzwonek za konających na ścianie klasztoru reformatów w Krakowie

Dzwonek za konających – niewielki dzwonek zwykle na zewnętrznej ścianie kościoła, w dostępnym miejscu, zaopatrzony w sznur lub rzemień, towarzyszący końcowym godzinom życia człowieka.
Dzwonki takie zamontowane były na każdym kościele zarówno parafialnym jak i zakonnym. Kiedy ktoś długo „zmagał się” ze śmiercią proszono zakrystianina lub braciszka zakonnego o dzwonienie tym dzwonkiem. W ten sposób wzywano patrona konających św. Dyzmę. Na głos dzwonka przechodnie odmawiali Anioł Pański prosząc Matkę Bożą o wstawiennictwo. Wierzono, że gdy głos dzwonka ustawał, umierający kończył swoje męczarnie.
Zwyczaj ten był praktykowany w Norymberdze w XV wieku, skąd przeniósł się na ziemie polskie. Dźwięk dzwonka można było słyszeć jeszcze w dwudziestoleciu międzywojennym.
Do czasów dzisiejszych zachowały się w Krakowie trzy takie dzwonki.
- na fasadzie kościoła dominikanów;
- na fasadzie kościoła Mariackiego, dzwonek został odlany w 1736 r. przez Kaspra Koerbera z Wrocławia[2];
- na ścianie budynku klasztornego reformatów.

Na fasadzie kościoła św. Floriana w Krakowie zachowały się żelazne wsporniki – ślad po dawnym dzwonku.
Stolica Apostolska wprowadziła w 1750 roku 40–dniowy odpust dla osób, które słysząc głos dzwonka będą modlić się za konających.
Świadczy o tym inskrypcja na ścianie budynku klasztornego reformatów w Krakowie:

Dzwonek za konających z odpustem czterdziestodniowym od stolice Swietey Rzymskiey Apostolskiey pozwolonym wystawiony R.P. 1750.

W Krakowie, w Czyżynach przy ulicy Woźniców stoi murowana kapliczka, która według Władysława Łuszczkiewicza pełniła rolę latarni umarłych. Obok niej na drewnianym słupie wisiał dzwonek ostrzegający mieszkańców przed niebezpieczeństwem oraz obwieszczający o śmierci mieszkańca.
Na fasadzie kościoła św. Stanisława Biskupa i Męczennika w Kaliszu znajduje się tablica z napisem Dzwonek za konających z odpustami.
Opłaty związane z pracą dzwonnika i utrzymaniem urządzenia nazywano dzwonne lub podzwonne.